# Donovans diskografi
Den skotske singer-songwriter Donovans diskografi inkluderer 29 studiealbum, 8 livealbum, 62 opsamlingsalbum og 33 singler.

## Studio albums
| Titel                                                                       | Albumdetaljer | Højeste hitlisteplacering | Højeste hitlisteplacering | Højeste hitlisteplacering | Certificering |
| Titel                                                                       | Albumdetaljer | AUS                       | US                        | UK                        | Certificering |
| --------------------------------------------------------------------------- | --- | ------------------------- | ------------------------- | ------------------------- | ------------- |
| What's Bin Did and What's Bin Hid (UK) Catch the Wind (US)                  | - Released May 1965 (June 1965 in US) - Label: Pye (Hickory in US)                                                                                 | -                         | 30                        | 3                         |               |
| Fairytale                                                                   | - Released Oct 1965 (Nov 1965 in US) - Label: Pye (Hickory in US)                                                                                  | -                         | 85                        | 20                        |               |
| Sunshine Superman                                                           | - Released Sept 1966 in US - Label: Epic - A compilation of Sunshine Superman and Mellow Yellow was released in the UK in June 1967 by Pye         | -                         | 11                        | 25                        |               |
| Mellow Yellow                                                               | - Udgivet: March 1967 in US - Pladeselskab: Epic - A compilation of Sunshine Superman and Mellow Yellow was released in the UK in June 1967 by Pye | -                         | 14                        | –                         |               |
| A Gift from a Flower to a Garden (2 Record Box Set)                         | - Udgivet: April 1968 (Dec 1967 in US) - Label: Pye (Epic in US)                                                                                   | -                         | 19                        | –                         | - US: Guld    |
| Wear Your Love Like Heaven (Record One of A Gift from a Flower to a Garden) | - Udgivet: Dec 1967 in US - Pladeselskab: Epic | -                         | 60                        | –                         |               |
| For Little Ones (Record Two of A Gift from a Flower to a Garden)            | - Udgivet: Dec 1967 in US - Pladeselskab: Epic | -                         | 185                       | –                         |               |
| The Hurdy Gurdy Man                                                         | - Udgivet: Oct 1968 in US - Pladeselskab: Epic | -                         | 20                        | –                         |               |
| Barabajagal                                                                 | - Udgivet: Aug 1969 in US - Pladeselskab: Epic | -                         | 23                        | –                         |               |
| Open Road                                                                   | - Udgivet: Sept 1970 (UK); July 1970 (US) - Pladeselskab: Dawn (UK) Epic (US)                                                                      | 13                        | 16                        | 30                        |               |
| H.M.S. Donovan                                                              | - Udgivet: July 1971 - Pladeselskab: Dawn | -                         | –                         | –                         |               |
| Cosmic Wheels                                                               | - Udgivet: March 1973 - Pladeselskab: Epic | 22                        | 25                        | 15                        |               |
| Essence to Essence                                                          | - Udgivet: Dec 1973 - Pladeselskab: Epic | 23                        | 174                       | –                         |               |
| 7-Tease                                                                     | - Udgivet: Jan 1975 (Nov 1974 in US) - Pladeselskab: Epic                                                                                          | 67                        | 135                       | –                         |               |
| Slow Down World                                                             | - Udgivet: June 1976 (UK) May 1976 (US) - Pladeselskab: Epic                                                                                       | -                         | 174                       | –                         |               |
| Donovan                                                                     | - Udgivet: Oct 1977 (UK) Aug 1977 (US) - Pladeselskab: Rak (UK) Arista (US)                                                                        | -                         | –                         | –                         |               |
| Neutronica                                                                  | - Udgivet: 1980-08 (Europe) - Pladeselskab: Barclay (France) RCA (Germany)                                                                         | -                         | –                         | –                         |               |
| Love Is Only Feeling                                                        | - Udgivet: 1983 (UK) 1981 (Germany) - Pladeselskab: RCA                                                                                            | -                         | –                         | –                         |               |
| Lady of the Stars                                                           | - Udgivet: Jan 1984 - Pladeselskab: RCA (Allegiance in US)                                                                                         | -                         | –                         | –                         |               |
| One Night in Time                                                           | - Udgivet: 1993 in Japan | -                         | –                         | –                         |               |
| The Children of Lir (Credited to Brian O'Reilly Special Guest Donovan)      | - Udgivet: 1994 (Ireland) 1998 (South Korea) - Pladeselskab: Fiona (Ireland) Si-wan (South Korea)                                                  | -                         | –                         | –                         |               |
| Sutras                                                                      | - Udgivet: 1996 - Pladeselskab: American | -                         | –                         | –                         |               |
| The Fairy Tales of Hermann Hesse (Audiobook)                                | - Udgivet: 1998 (US) - Pladeselskab: Audio Literature                                                                                              | -                         | –                         | –                         |               |
| Pied Piper                                                                  | - Udgivet: 2002 (US) - Pladeselskab: Music For Little People                                                                                       | -                         | –                         | –                         |               |
| Sixty Four: The Donovan Archive Volume 1                                    | - Udgivet: Feb 2004 in Ireland - Pladeselskab: Donovan Discs                                                                                       | -                         | –                         | –                         |               |
| Beat Cafe                                                                   | - Udgivet: 2004 - Pladeselskab: Appleseed | -                         | –                         | –                         |               |
| Brother Sun, Sister Moon                                                    | - Udgivet: April 2005 - Pladeselskab: iTunes | -                         | –                         | –                         |               |
| Ritual Groove                                                               | - Udgivet: Oct 2010 in Ireland - Pladeselskab: Donovan Discs                                                                                       | -                         | –                         | –                         |               |
| Shadows of Blue                                                             | - Udgivet: 2013 - Pladeselskab: Treasure Isle Records                                                                                              | -                         | _                         | _                         |               |

## Live albums
| Donovan in Concert                                                | - Released: 1968 - Label: Epic Records (BN 26386) - Format: CD, LP             | 18 | — |
| Live in Japan: Spring Tour 1973                                   | - Released: 1973 - Label: Epic - Format: CD, LP                                | —  | — |
| Live in Tokyo '73                                                 | - Released: 17 March 1973 - Label: Dirty 13 - Format: LP                       | —  | — |
| Rising                                                            | - Released: November 1990 - Label: Permanent Records (UK) - Format: CD, LP, MC | —  | — |
| Live in Concert                                                   | - Released: 1992 - Label: QED (QED 063) - Format: CD                           | —  | — |
| Donovan in Concert [Going For]                                    | - Released: 27 April 1998 - Label: Going for a Song (130) - Format: CD         | —  | — |
| Rising Again                                                      | - Released: 22 May 2001 - Label: Pilot Records (UK) - Format: CD, LP           | —  | — |
| Greatest Hits Live: Vancouver 1986                                | - Released: 2 October 2001 - Label: Varèse Sarabande - Format: CD              | —  | — |
| "—" nåede ikke hitlisterne eller blev ikke udgivet i dette område |                                                                                |    |   |

## Opsamlingsalbum
- The Real Donovan [U.S.] (1966) No. 96 U.S.
- Universal Soldier [UK] (1967) No. 5 UK
- Like It Is, Was, and Evermore Shall Be [U.S.] (1968) No. 177 U.S.
- A Touch of Music a Touch of Donovan [West Germany] (1969)
- The World of Donovan [UK] (1969)
- Donovan's Greatest Hits (1969) No. 4 U.S. (US: Platin[4])
- The Best of Donovan [U.S.] (1969) No. 135 U.S.
- Donovan P. Leitch [U.S.] (1970) No. 128 U.S.
- Catch the Wind [UK] (1971)
- Hear Me Now [U.S.] (1971) No. 215 U.S.
- Golden Hour of Donovan [UK] (1971)
- The World of Donovan [U.S.] (1972)
- Colours [UK] (1972)
- Early Treasures [U.S.] (1973)
- The Pye History of British Pop Music: Donovan[5] [UK] (Pye 502, March 1975)
- The Pye History of British Pop Music: Donovan Vol. 2[6] [UK] (Pye 507, Feb 1976)
- Sunshine Superman/ In Concert double album [NL] (Epic EPC22016) (1976)
- Donovan File [UK] (1977)
- Star Discothek: Donovan [West Germany] (Pye 200 890-241) (circa 1978)
- Spotlight on Donovan[7] (PRT Records, SPOT 1017, October 1981)
- The Best of Donovan double album, (CBS 2CSP 002, 1982, Australia)
- Minstrel Boy (1983)
- Catch the Wind [UK] (1986)
- Colours [UK] (1987)
- The Very Best of Donovan [Spain] (1988)
- Donovan's Greatest Hits and More (1989)
- The EP Collection (1990)
- The Collection (1990)
- Colours (1991)
- Troubadour: The Definitive Collection 1964–1976 (1992)
- The Early Years (1993)
- Sunshine Superman: 18 Songs of Love and Freedom (1993)
- Wonderful Music of Donovan (1993); [Portugal] (1996)
- Donovan in Concert (=Rising) (1994)
- Live (=Rising) [Germany] (1995)
- Universal Soldier (Spectrum Music, 1995, unrelated to the 1967 release)
- Definitive Collection [Austria] [Holland] (1995)
- Golden Hits (=Lady of the Stars) [Holland, [U.S.] (1996)
- Peace and Love Songs [U.S.] (1996)
- Performance (=Rising) (1997)
- Greatest Hits: Acoustic Live (=Rising) (1997)
- Mellow (1997)
- Love Is Hot, Truth Is Molten [Australia] (1998)
- The Very Best of Donovan (=Rising) (1998)
- Cosmic Wheels (=Rising) (1998)
- Atlantis Calling (1999)
- Summer Day Reflection Songs (2000)
- Super Hits Hit collection (22 August 2000; Sony 61053)
- Catch the Wind (2000)
- Colours: Live in Concert (=Rising) (2001)
- The Very Best of Donovan [Germany] Hit collection 3 June 2002 (Sony/Epic 4625602)
- The Very Best of Donovan: The Early Years 23 July 2002 (Sanctuary 81184)
- Sunshine Superman: The Very Best of Donovan (2002)
- Atlantis (=Rising Again) [Holland] (2002)
- Storyteller (2003)
- Catch the Wind [UK] (2003)
- The Great Donovan (=Troubadour: The Definitive Collection 1964-1976) [Australia] (2003)
- The Essential Donovan [1-Disc Version] (2004)
- Live re-orchestred (2004)(3 CD only from iTunes)
- Try for the Sun: The Journey of Donovan (2005 box set) (Legacy Recordings)
- The Best of Donovan Sunshine Superman (2006)
- Fairytales and Colours (2007)
- Playlist: The Very Best of Donovan (2008)
- The Essential Donovan [2-Disc Version, US] (2012)
- Breezes of Patchouli – His Studio Recordings 1966–1969 (2013 box set)
- Eco-Song (2019)

## Tribute albums
- Donovan My Way (Vic Lewis and his Orchestra) (1968)
- The Les Williams Orchestra Plays the Songs of Donovan (1968)
- The Golden Songs of Donovan Johnny Arthy Orchestra
- Island of Circles (1992)
- A Gift from a Garden to a Flower: A Tribute to Donovan (2002)
- Gazing With Tranquility: A Tribute to Donovan (2015))

## Singler
| Titel                                                                      | År   | UK | US | AUS | Certification |
| -------------------------------------------------------------------------- | ---- | -- | -- | --- | ------------- |
| "Catch the Wind"                                                           | 1965 | 4  | 23 | 5   |               |
| "Colours"                                                                  | 1965 | 4  | 61 | 81  |               |
| The Universal Soldier (EP)                                                 | 1965 | 5  | 53 | 13  |               |
| "Turquoise"                                                                | 1965 | 30 | –  | –   |               |
| "Josie"                                                                    | 1966 | –  | –  | –   |               |
| "Sunshine Superman"                                                        | 1966 | 2  | 1  | 4   |               |
| "Mellow Yellow"                                                            | 1966 | 8  | 2  | 8   | - US: Guld    |
| "Epistle to Dippy"                                                         | 1967 | –  | 19 | 53  |               |
| "There Is a Mountain"                                                      | 1967 | 8  | 11 | 25  |               |
| "Wear Your Love Like Heaven"                                               | 1967 | –  | 23 | 61  |               |
| "Jennifer Juniper"                                                         | 1968 | 5  | 26 | 16  |               |
| "Hurdy Gurdy Man"                                                          | 1968 | 4  | 5  | 5   |               |
| "Laléna"                                                                   | 1968 | –  | 33 | 71  |               |
| "Atlantis" (UK A-Side) / "To Susan on the West Coast, Waiting" (US A-Side) | 1968 | 23 | 7  | 15  |               |
| "Barabajagal (Love Is Hot)"                                                | 1969 | 12 | 36 | 28  |               |
| "Riki Tiki Tavi"                                                           | 1970 | –  | 55 | –   |               |
| "Celia of the Seals"                                                       | 1971 | –  | 84 | 60  |               |
| "I Like You"                                                               | 1973 | –  | 66 | 67  |               |
| "Maria Magenta"                                                            | 1973 | –  | –  | –   |               |
| "Sailing Homeward"                                                         | 1974 | –  | –  | –   |               |
| "Rock 'n' Roll with Me"                                                    | 1974 | –  | –  | –   |               |
| "Dark-Eyed Blue Jean Angel"                                                | 1975 | –  | –  | –   |               |
| "Rock and Roll Souljer"                                                    | 1975 | –  | –  | –   |               |
| "Dare to Be Different"                                                     | 1977 | –  | –  | –   |               |
| "The Light"                                                                | 1977 | –  | –  | –   |               |
| "Mee Mee, I Love You"                                                      | 1981 | –  | –  | –   |               |
| "Neutron"                                                                  | 1981 | –  | –  | –   |               |
| "Lay Down Lassie"                                                          | 1982 | –  | –  | –   |               |
| "Jennifer Juniper" (Singing Corner meets Donovan)                          | 1990 | 68 | –  | –   |               |
| "Newest Bath Guide"                                                        | 1992 | –  | –  | –   |               |
| "Please Don't Bend"                                                        | 1996 | –  | –  | –   |               |
| "Atlantis" (reissue)                                                       | 2001 | –  | –  | –   |               |
| "Happiness Runs"                                                           | 2005 | –  | –  | –   |               |
| "Cherchez l'erreur" (duet with Maria Zouzou)                               | 2009 | –  | –  | –   |               |
| "Is This the Last Time"                                                    | 2009 | –  | –  | –   |               |
| "Banks O' Doon"                                                            | 2009 | –  | –  | –   |               |
| "I'm the Shaman" (reissue)                                                 | 2010 | –  | –  | –   |               |
| "Christmas Time Is Here Again"                                             | 2010 | –  | –  | –   |               |
| "Save the World"                                                           | 2010 | –  | –  | –   |               |
| "To Love You"                                                              | 2013 | –  | –  | –   |               |